# Birgit Fischer
Birgit Fischer (Brandenburg an der Havel, 1962. február 25. –) nyolcszoros olimpiai bajnok, 28-szoros világbajnok német kajakozó.